# Мірошниченко Володимир Миколайович
Володимир Миколайович Мірошниченко (нар. 1955, місто Кандалакша Мурманської області, Російська Федерація) — український комсомольський та партійний діяч, в 1986—1990 роках 2-й секретар ЦК ЛКСМУ. Кандидат економічних наук.

## Біографія
Народився у родині військовослужбовця.
Закінчив економічний факультет Харківського державного університету. Член КПРС.
Працював економістом Харківського виробничого об'єднання «Завод імені Малишева».
З 1978 року — на комсомольській роботі.
У 1984—1986 роках — 1-й секретар Харківського обласного комітету ЛКСМУ.
2 серпня 1986 — 23 травня 1990 року — 2-й секретар ЦК ЛКСМУ.
У 1990—1991 роках — на партійній роботі.